# Noréaz FR
| FR ist das Kürzel für den Kanton Freiburg in der Schweiz. Es wird verwendet, um Verwechslungen mit anderen Einträgen des Namens Noréaz zu vermeiden. |

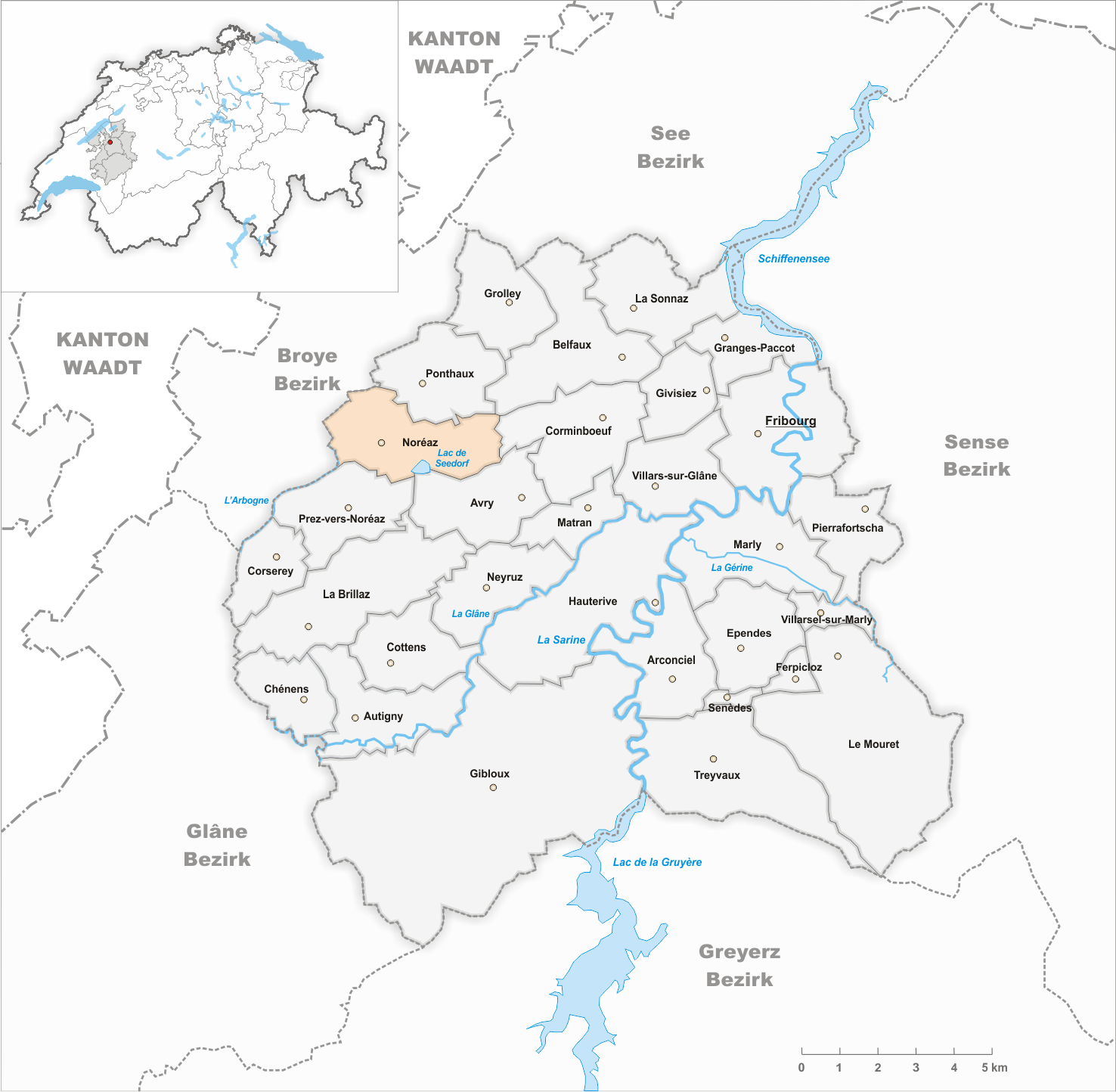
Gemeindestand vor der Fusion am 1. Januar 2020

Noréaz (Freiburger Patois) war bis am 31. Dezember 2019 eine politische Gemeinde im District de la Sarine (deutsch: Saanebezirk) des Kantons Freiburg in der Schweiz. Am 1. Januar 2020 fusionierte sie mit Corserey und Prez-vers-Noréaz zur neuen Gemeinde Prez.

## Geographie
Noréaz liegt auf 639 m ü. M., 10 km westlich der Kantonshauptstadt Freiburg (Luftlinie). Das Bauerndorf erstreckt sich an einem nach Süden geneigten Hang am Nordrand der Ebene des Lac de Seedorf, im Molassehügelland des Freiburger Mittellandes.
Die Fläche des 6,9 km² grossen ehemaligen Gemeindegebiets umfasst einen Abschnitt der Molassehöhen zwischen der Broyeebene im Nordwesten und dem Glânetal im Südosten. Die Gemeindefläche hat im Süden Anteil an der bis zu 1,5 km breiten Ebene des Lac de Seedorf (Seedorfsee). Auch der Seedorfsee liegt vollständig auf dem Gemeindegebiet, während vom Weiher La Goillette nur der nördliche Teil zu Noréaz gehört. Nach Osten wird diese Ebene von der Sonnaz zur Saane entwässert. Gegen Westen fällt sie mit einem Steilhang in das Erosionstal der Arbogne ab, welche die westliche Gemeindegrenze bildet.
An die Ebene des Seedorfsees schliesst sich im Norden das Hochplateau von Noréaz an (rund 660 m ü. M.), das durch das Waldgebiet Forêt de Berley und das Tal des Riau des Chaudeires begrenzt ist. Im Osten umfasst der Gemeindeboden auch die Waldhöhen von Rueyres (719 m ü. M.) und Piamont, auf dem mit 729 m ü. M. der höchste Punkt von Noréaz erreicht wird. Von der Gemeindefläche entfielen 1997 5 % auf Siedlungen, 28 % auf Wald und Gehölze, 65 % auf Landwirtschaft, und etwas weniger als 2 % war unproduktives Land.
Zu Noréaz gehören die Weiler Seedorf FR (623 m ü. M.) am Nordrand der Seedorfebene und am Fuss des Piamont und Echeseby (632 m ü. M.) auf dem Plateau von Noréaz sowie einige Einzelhöfe. Nachbargemeinden von Noréaz waren Ponthaux, Corminboeuf, Avry, Prez-vers-Noréaz und Montagny.

## Bevölkerung
Noréaz gehörte zu den kleinen Gemeinden des Kantons Freiburg. Von den Bewohnern sind 91,1 % französischsprachig, 6,1 % deutschsprachig, und 1,5 % sprechen Portugiesisch (Stand 2000). Die Bevölkerungszahl von Noréaz belief sich 1888 auf 496 Einwohner. Nach einem Höchststand 1920 mit 641 Einwohnern wurde durch starke Abwanderung bis 1980 ein Rückgang um über 35 % auf 407 Personen registriert. Seither wurde wieder ein Bevölkerungswachstum verzeichnet.
Einwohnerzahlen: Volkszählungsdaten

## Wirtschaft
Noréaz war bis in die zweite Hälfte des 20. Jahrhunderts ein vorwiegend durch die Landwirtschaft geprägtes Dorf. Noch heute haben der Ackerbau, der Obstbau, die Milchwirtschaft und die Viehzucht einen wichtigen Stellenwert in der Erwerbsstruktur der Bevölkerung. Weitere Arbeitsplätze sind im lokalen Kleingewerbe und im Dienstleistungssektor vorhanden. In den letzten Jahrzehnten hat sich das Dorf dank seiner attraktiven Lage auch zu einer Wohngemeinde entwickelt. Viele Erwerbstätige sind deshalb Wegpendler, die hauptsächlich in der Region Freiburg arbeiten.

## Verkehr
Die Gemeinde liegt abseits der grösseren Durchgangsstrassen an einer Verbindungsstrasse von Prez-vers-Noréaz nach Grolley. Durch eine Buslinie der Transports publics Fribourgeois, die von Rosé nach Grolley führt, ist Noréaz an das Netz des öffentlichen Verkehrs angebunden.

## Geschichte
Die erste urkundliche Erwähnung des Ortes erfolgte 1134 unter dem Namen Noarea. Der Ortsname geht auf das lateinische Wort nucariolum (Nussbaumwäldchen) zurück. Seit dem Mittelalter gehörte Noréaz zur Herrschaft Montagny. Die Herren von Montagny unterhielten hier eine Burg. Im Jahr 1447 wurde das Dorf im Krieg der Freiburger gegen die Savoyer von ersteren eingeäschert.
Durch Kauf gelangte Noréaz 1478 unter die Herrschaft von Freiburg und wurde der Vogtei Montagny zugeordnet. Nach dem Zusammenbruch des Ancien Régime (1798) gehörte das Dorf während der Helvetik zum Bezirk Payerne, ab 1803 zum Bezirk Montagny und ab 1815 zum Bezirk Freiburg, bevor es 1848 mit der neuen Kantonsverfassung in den Saanebezirk eingegliedert wurde.

## Sehenswürdigkeiten
Die Kirche von Noréaz wurde im Lauf des 20. Jahrhunderts erbaut. Das Schloss Seedorf, ein stattlicher Herrensitz am Nordrand der Seedorfebene, wurde 1769 errichtet. Seit 1974 beherbergt Seedorf ein Berufsausbildungszentrum.

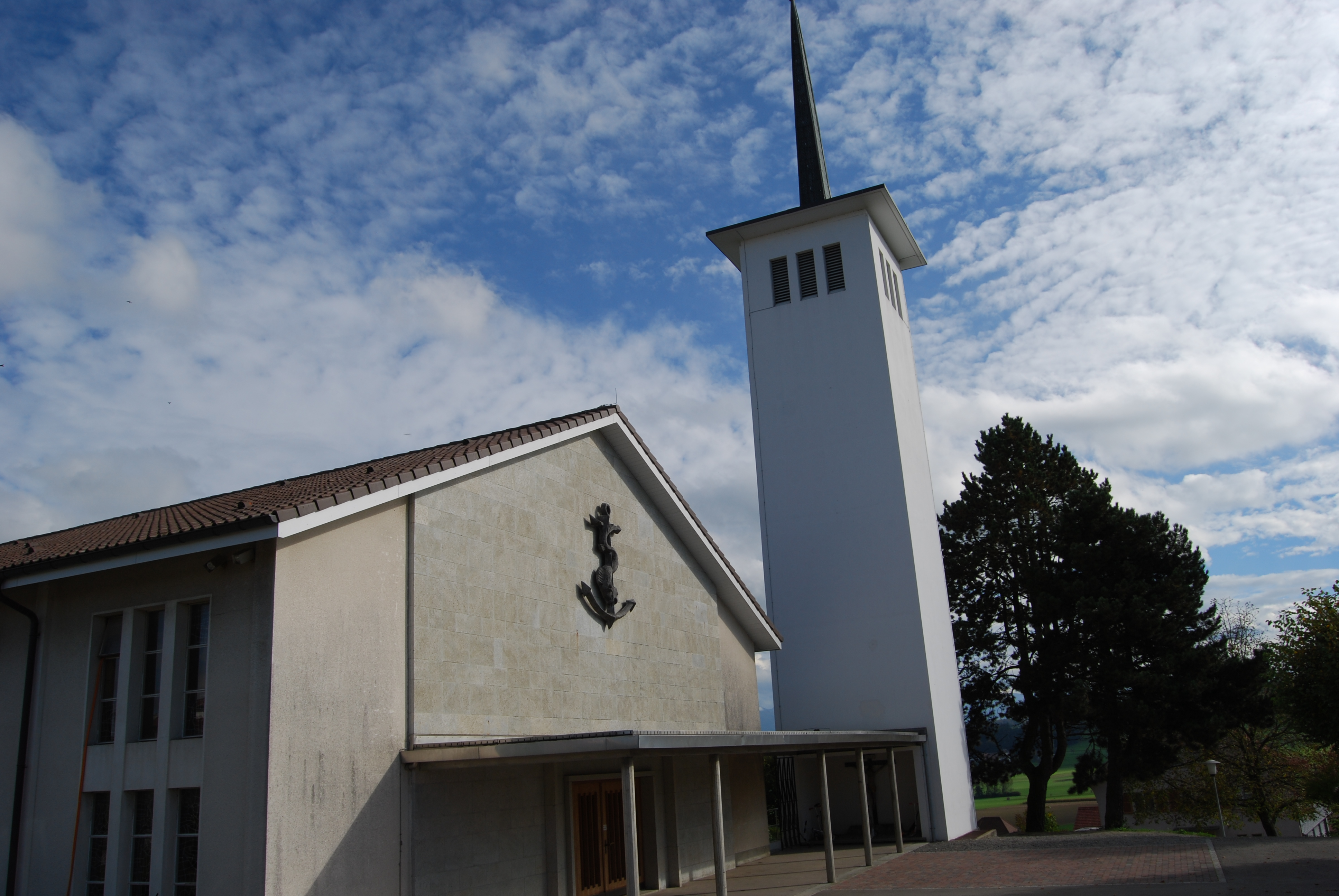
Kirche von Noréaz
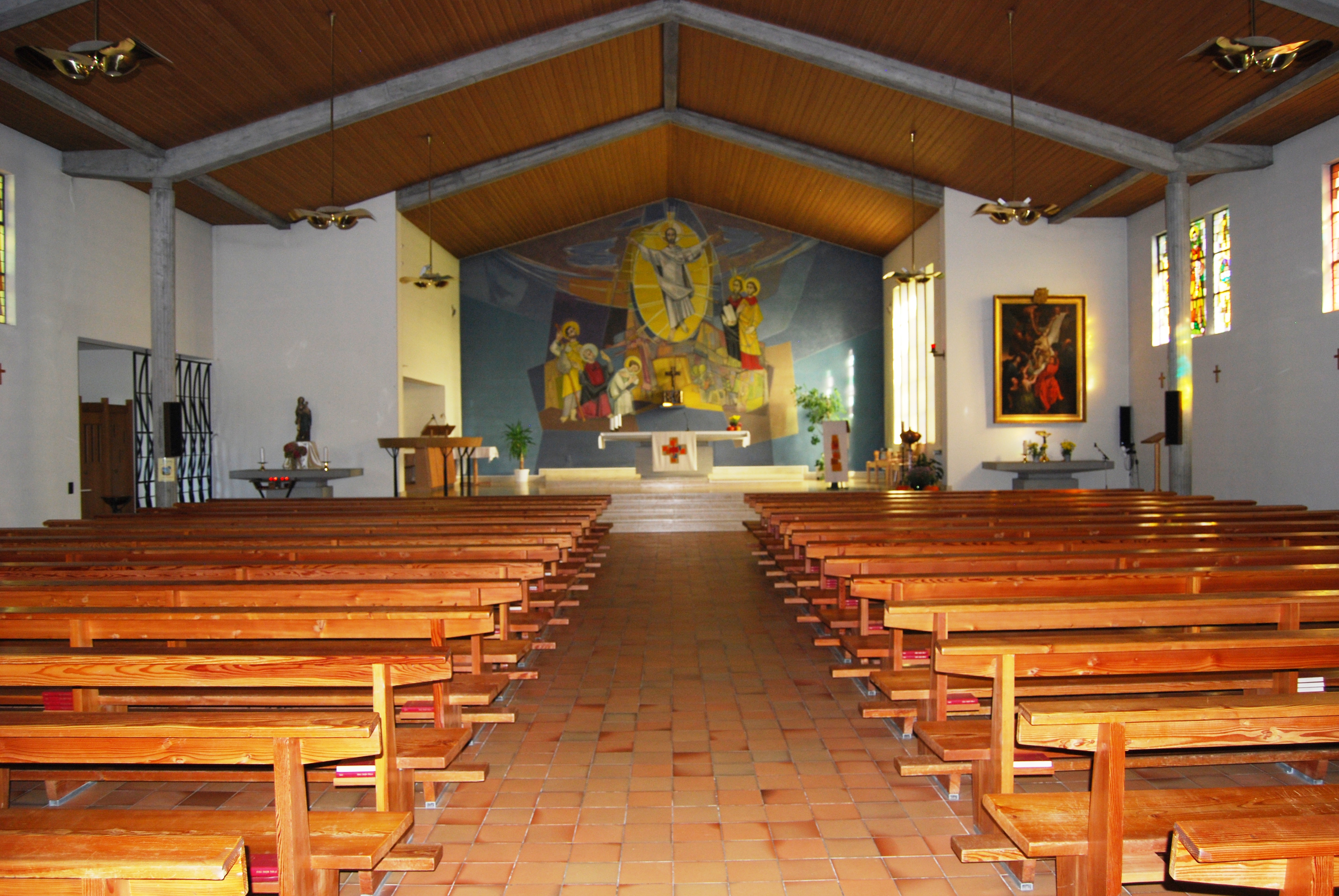
Innenansicht der Kirche
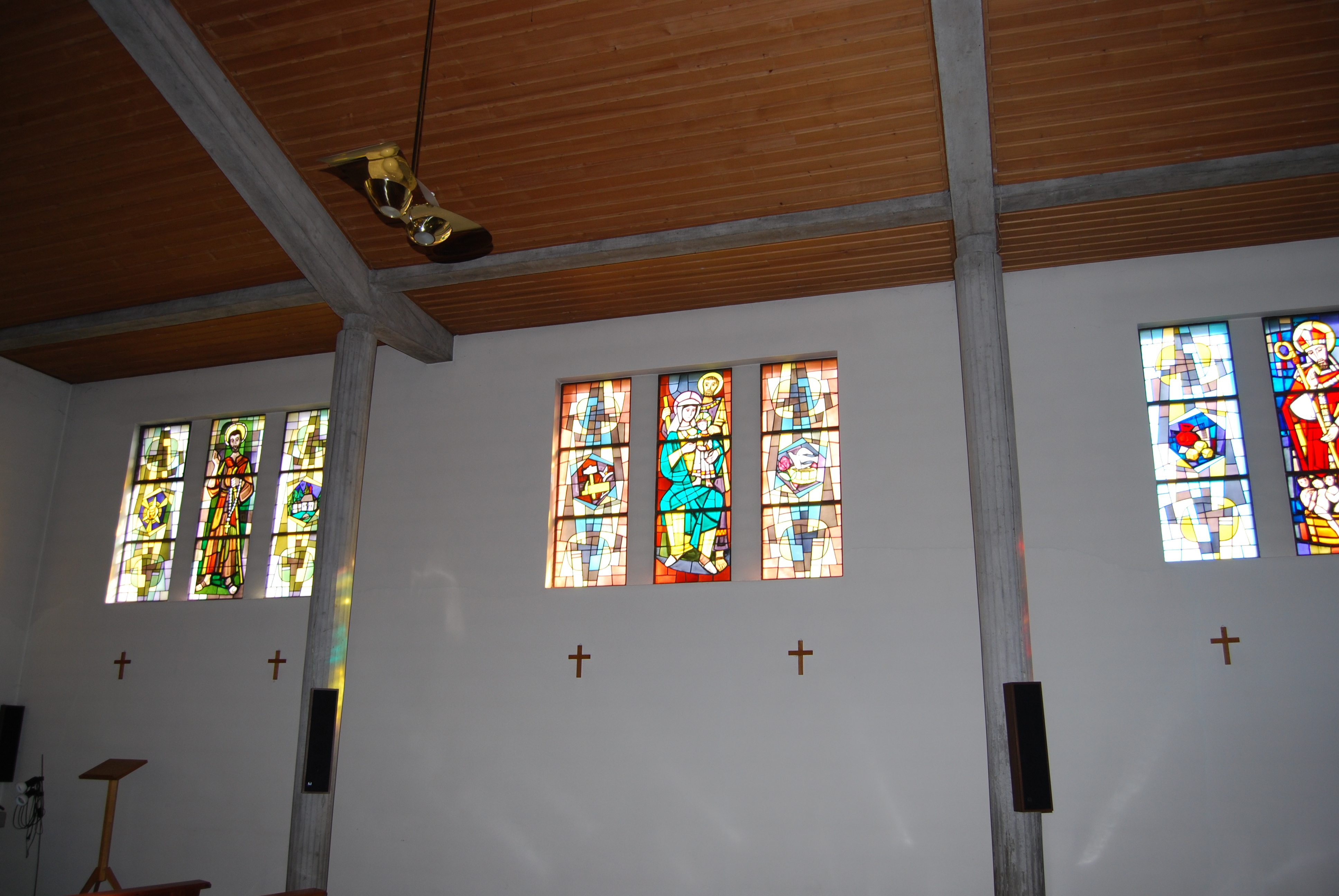
Glasmalereien in der Kirche
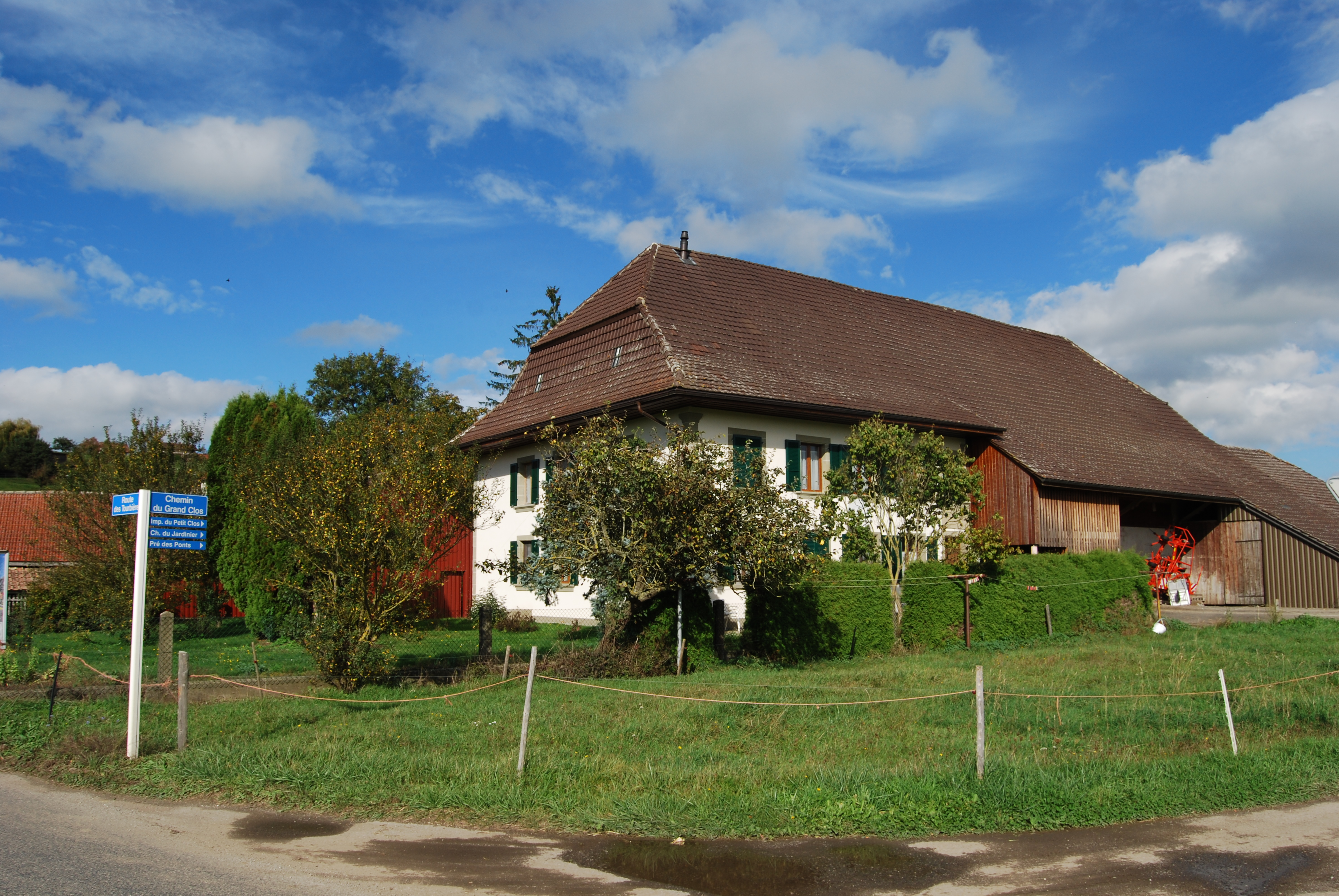
Bauernhaus im Dorf